# Casa dels Amos de la Noguera
La Casa dels Amos de la Noguera és una masia de Viladrau (Osona) inclosa a l'Inventari del Patrimoni Arquitectònic de Catalunya.

## Descripció
Edifici civil. És una masia de planta rectangular (12x15) coberta a dues vessants amb el carener paral·lel a la façana, situada a migdia; consta de planta i dos pisos. La façana principal presenta un portal d'arc rebaixat, i dos amplis finestrals a la planta; dues finestres i una gran balconada central al primer pis, i tres finestres al segon. La façana est presenta un portal rectangular i quatre finestres a la planta; cinc finestres de mida diversa al primer pis, i cinc més al segon. La façana nord presenta un portal rectangular (s'hi accedeix a través de tres graons de pedra) i dos amplis finestrals a la planta; tres finestres al primer pis, i tres més al segon. La façana oest presenta quatre finestrals a la planta, quatre al primer pis i quatre al segon. No hem localitzat cap data constructiva. Les obertures són de pedra picada (gres vermell) amb un treball molt acurat i que ressalten al costat dels murs arrebossats i emblaquinats. La casa es troba en una esplanada propera a la Riera, a tocar de la carretera, i envoltada per les construccions de la muralla i de la casa dels masovers.